# George Allan England

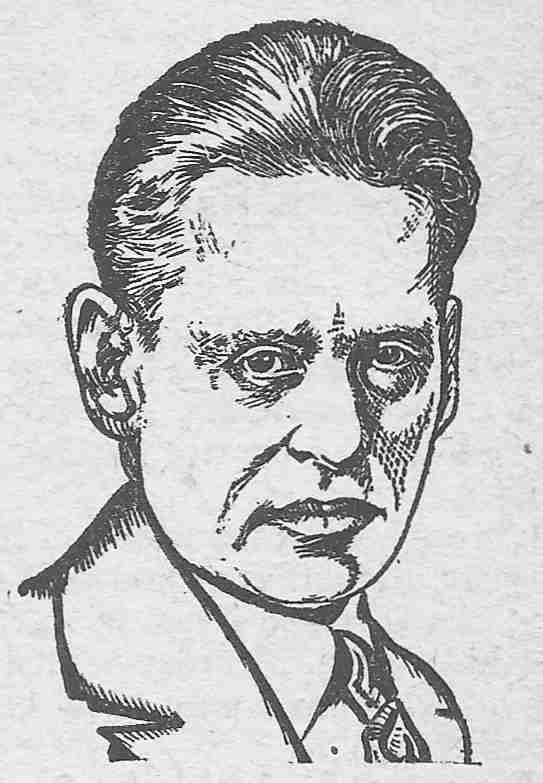
George Allan England (1929).

George Allan England (geboren am 9. Februar 1877 in Fort McPherson, Nebraska; gestorben am 26. Juni 1936 in Concord, New Hampshire) war ein amerikanischer Schriftsteller, vor allem bekannt durch seine Science-Fiction-Geschichten, die in der Verbreitung zeitweise mit den Erzählungen von Edgar Rice Burroughs vergleichbar waren.

## Leben
England war der Sohn des Militärkaplans George Allen England und von Hannah Pearl, geborene Lyon. Nach dem Besuch der English High School in Boston studierte er in Harvard, wo er 1902 den Bachelor machte und mit der Aufnahme in die Phi Beta Kappa geehrt wurde, 1903 schloss er dort mit dem Master ab. Nach dem Studium arbeitete kurze Zeit für die Versicherungsgesellschaft Mutual Life. Er erkrankte schon früh an Tuberkulose, gab seine Arbeit auf und begann Erzählungen zu schreiben, als er in den Wäldern von Maine seine Krankheit auszukurieren versuchte. Bereits 1903 hatte er einen Gedichtband (Underneath the Bough) veröffentlicht, ab 1905 erschienen erste Erzählungen, darunter The Time-Reflector über eine Art Zeit-Teleskop, mit dem man einen Blick in die Vergangenheit werfen kann. Weitere Erzählungen erschienen, nun vor allem in The All-Story Magazine und anderen Pulp-Magazinen Frank Andrew Munseys, insbesondere in Munsey’s Magazine, The Cavalier, People’s Favourite Magazine und The Scrap-Book.
England reiste viel in den folgenden Jahren und hielt sich unter anderem in England, Frankreich, Italien und Kuba auf. Diese Reisen dienten zumindest teilweise der Recherche. England ist zwar heute hauptsächlich als Autor phantastischer Erzählungen bekannt, tatsächlich machten abenteuerliche Reiseerzählungen einen erheblichen Teil der von ihm veröffentlichten Storys aus, deren Zahl auf insgesamt 250 bis 300 geschätzt wird. Seine Reisen und Recherchen zu von Geheimnis und Romantik umgebenen Orten sind die Grundlage dafür, dass England gelegentlich auch als Forscher und Schatzsucher bezeichnet wird. Dass er sich ernsthaft in diesem Sinn betätigt hätte, ist nicht belegt. In diesen Zusammenhang gehört auch eine Reihe von Reiseberichten, die er über die Inseln vor der amerikanischen Ostküste für die Saturday Evening Post schrieb, und die 1929 in Isles of Romance gesammelt erschienen. Darin berichtet er über bekanntere und weniger bekannte Inseln, darunter auch „Schatzinseln“ wie die Dry Tortugas.
England war überzeugter Sozialist, was sich wie bei Jack London auch in einigen seiner Erzählungen deutlich abbildete, etwa in The Golden Blight (1912) und The Air Trust (1915), in denen es um die Vernichtung von Gold bzw. ein Luftmonopol geht. Für die Sozialistische Partei Amerikas kandidierte er 1908 für den Kongress und 1912 für das Amt des Gouverneurs von Maine.
1931 wurde berichtet, er würde das Schreiben aufgeben und fortan als Hühnerfarmer sein Auskommen finden, was dann den Weg in die Sekundärliteratur fand. Tatsächlich hatte er einem Zeitungsreporter und angehendem Autor gesagt, dass man mit einer Hühnerfarm mehr verdiene als ein Schriftsteller. Einer anderen Legende nach wäre er nicht im Krankenhaus gestorben, sondern auf einer Schatzsuche verschwunden. Englands Gesundheit hatte sich bereits 1928 verschlechtert, seit August 1933 war er im New Hampshire State Hospital in Concord in Pflege. Er starb an Enzephalomalazie, vermutlich als Folge eines früheren Schlaganfalls. 
England war seit 1903 mit Almeda Agnes Coffin (1877–1948) verheiratet und hatte mit ihr eine Tochter, Isabella Pearl England (1905–1985, verheiratete Russell). In zweiter Ehe war England seit 1921 mit Blanche Mildred Porter verheiratet. Seine Schwester Florence Pearl England Nosworthy war eine Kinderbuchillustratorin.

## Werk
Anders als im Fall von Burroughs, dessen Bücher immer wieder aufgelegt und verfilmt wurden, seit es Filme gab, ist Englands Werk weitgehend vergessen, obwohl er zu seiner Zeit ein sehr populärer Autor war, der auch außerhalb der Pulp-Magazine durchaus rezipiert wurde.
Sein bekanntestes Buch ist Darkness and Dawn, 1912 in Fortsetzungen in Munseys The Cavalier erschienen. Das Leserinteresse war so stark, dass der Verleger ihn drängte, Fortsetzungen zu schreiben. So erschien 1913 Beyond the Great Oblivion und The Afterglow und 1914 eine Buchausgabe der so entstandenen Trilogie, insgesamt ca. 225.000 Worte Text.
Thema ist das Überleben in einer postapokalyptischen Welt. Der Ingenieur Allan Stern und seine Sekretärin Beatrice Kendrick erwachen nach über tausendjährigem Schlaf in den Ruinen New Yorks. Eine nicht näher bezeichnete Katastrophe hat Zivilisation und Kultur vernichtet. Kein einziger Mensch scheint überlebt zu haben, weshalb Allan und Beatrice beschließen, eine bessere, sozialistische Welt zu errichten und zu Stammeltern einer neuen Menschheit zu werden. Dem steht nur eine Horde missgestalteter, kannibalischer Geschöpfe im Weg, bei denen aus der Beschreibung nicht klar wird, ob es sich um fortentwickelte Affen, die nun über Feuer und primitive Waffen verfügen, oder um degenerierte Menschen handeln soll. Das ist auch relativ gleichgültig, da eines völlig klar ist, nämlich die Hautfarbe.

‘Why, they look black!’ suddenly interrupted the girl. ‘See there–and there?’
She pointed toward the spring. Stern saw moving shadows in the dark. Then, through an opening, he got a blurred impression of a hand, holding a torch. He saw a body, half-human.
The glimpse vanished, but he had seen enough.

In der Tat hatte Allan genug gesehen.
Nachdem der Klassenkampf sich durch die Katastrophe erledigt hat, schreiten Allan und Beatrice nun zum finalen Rassenkampf. Bei der Verwirklichung des Genozids hilft ein praktischerweise von Allan erfundener Supersprengstoff namens „Pulverit“. Im Lauf solcher Kämpfe wandelt das Paar sich: aus Allan, „einem kompetenten, doch durchaus normalen Ingenieur wird ein mächtiger, gottähnlicher Kriegerhäuptling und Liebhaber, während die farblose Beatrice gewissermaßen die Brille ablegt und zu einer vollbusigen Barbarenkönigin und Urmutter einer neuen Rasse erblüht.“
Nach der Auslöschung der Schwarzen soll dann ein sozialistisches Utopia errichtet werden, selbstverständlich bevölkert von Weißen. Das Bevölkern bleibt nicht Allan und Beatrice allein überlassen. Im zweiten Band finden sie auf einer Expedition in den Westen in der Nähe des Eriesees in einer riesigen Höhle die degenerierten, zu Albinos gewordenen Nachkommen der weißen Rasse.
Sie werden von Allan und Beatrice im dritten Teil aus der Höhle ans Licht geführt bzw. geflogen. Die Merucaans (abgeleitet von Americans) sind zunächst noch sehr lichtempfindlich und müssen die Tage in Höhlen Schutz suchen, aber nach einigen Wochen normalisiert unter den vom Mond reflektierten „aktinischen“ Strahlen der Sonne die Pigmentierung sich wieder und aus den Albinos werden wieder richtige „Weiße“.
Nach einiger Schulung gelingt es mit Hilfe der Merucaans, in der Entscheidungsschlacht gegen die Affenmenschen zu siegen. Dem Aufbau der neuen Welt steht nun nichts mehr im Wege. Die Zukunftsaussichten sind rosig und dem Bevölkerungswachstum scheinen keine Schranken gesetzt:

“Some time, before long, it will be a million; then two, five, twenty, a hundred, with no racial discords, no mutual antipathies, no barriers of name or blood; but for the first time a universal race, all sound and pure, starting right, living right, striving toward a goal which even we cannot foresee!”

Ab 1964 erschien eine überarbeitete, von Rassismus etwas bereinigte Fassung von Darkness and Dawn in fünf Bänden.
Der erste Band von Darkness and Dawn wurde 1977 ins Französische übersetzt.

## Bibliographie
Darkness and Dawn (Trilogie)
- Darkness and Dawn (1912, auch als The Vacant World)
- Beyond the Great Oblivion (1913)
- The Afterglow (1914)
- Überarbeitete Ausgabe in fünf Bänden:
  - Darkness and Dawn (1964)
  - Beyond the Great Oblivion (1965)
  - The People of the Abyss (1966)
  - Out of the Abyss (1967)
  - The Afterglow (1967)

Romane
- Beyond White Seas (1909)
- The Elixir of Hate (1910)
- The Empire in the Air (1914)
- The Air Trust (1915)
- The Fatal Gift (1915)
- The Golden Blight (1916)
- The Gift Supreme (1916)
- Bill Jenkins, Buccaneer (1917)
- Cursed (1919)
- The Flying Legion (1920)
- Adventure Isle (1926)

Kurzgeschichten
- The Americano at Cerdos (1905)
- The Time-Reflector (1905)
- At the Eleventh Hour (1905)
- Neevus and the Wolf Pack (1906)
- The Turning of the Worm (1906)
- The Cylinder (1906)
- Family Jars: A Little Tale of Cousinly Amenities (1906)
- Fire Fight Fire (1906)
- Vengeance Is Mine (1906)
- The Garden of Graft (1906)
- The Lunar Advertising Co., Ltd. (1906)
- Birds of Passage (1906)
- The Sorrows of Giuseppe (1906)
- Jonas (1907)
- A Game of Solitaire (1907)
- Burdocks and Blueberries (1907)
- Thad’s Watchers (1907)
- The Heart of Love (1907)
- Ammunition-With Care (1908)
- When Pod Took the Count (1908)
- The Hand of Blood (1908)
- Three Hearts and a Head (1908)
- Midsummer Madness (1908)
- Art for Art’s Sake (1908)
- The Mermaid (1908)
- Africa (1908)
- King Sullivan (1909)
- My Time-Annihilator (1909)
- The Girl at Gunflint Lake (1909)
- Pod Flits (1909)
- A Question of Salvage (1909)
- Below the Cliff (1909)
- The House of Transmutation (1909)
- On Shark’s Fin Reef (1910)
- Day of Days (1910)
- The Million-Lira Ticket (1910)
- Failures (1910)
- The Old Homestead (1910)
- Personally Conducted (1910)
- At the Semaphore (1911)
- He of the Glass Heart (1911)
- The Chechacko (1912)
- Bill January (1912)
- The Million-Dollar Patch (1912)
- The Shackles of Fate (1912)
- A Passage at Arms (1913)
- Oil and Water (1913)
- Pod Slattery’s Peril (1913)
- The Sprucer (1913)
- The Kimberly Special (1913)
- The Toss-Up (1913)
- Fly-Time (1913)
- Thomas Mittens, Stockholder (1913)
- The Supreme Getaway (1913)
- Other Days (1913)
- Speedy Limit (1913)
- The Lie (1913)
- Out of the Real (1914)
- In Mariners’ House (1914)
- At Allaguash (1914)
- Meeting Matchett (1914)
- Trousers and Tragedy (1914)
- Barbed Wire and Buttermilk (1914)
- Legs and the Man (1914)
- The Trap (1914)
- Even in Death (1914)
- The Spy (1915)
- Love! (1915)
- The Tenth Question (1915)
- The Plunge (1916)
- Summer (1916)
- The Princess Kukupa (1916)
- A Flyer in Annuities (1916)
- A Game of Solitaire (1916)
- Crayons and Clay (1916)
- The Turning of the Worm (1916)
- Lobsters and Loot (1916)
- Knight Errants Up-to-Date (1916)
- Bill Jenkins, Buccaneer (1917)
- The Lotus-Eater (1917)
- Relics (1917)
- Fifteen Minutes (1917)
- Odyssey, Jr. (1917)
- The Mysterious Millionaire (1917)
- Autumn (1917)
- The Clutch of Tantalus (1917)
- The Scapegrace (1917)
- The Affair in Room 99 (1917)
- Journey’s End (1918)
- On the Rack of Fear (1918)
- Phonies All (1918)
- On Grand Cayman (1919)
- Swamis Twain (1919)
- Armageddon Valley (1919)
- Shall - or Shall Not (1919)
- Bennington’s Bath (1919)
- A Man (1919)
- Bennington’s Lemons (1920)
- Two Ways (1920)
- Bennington’s Bus (1920)
- Bennington’s Boom (1921)
- Fifty-Fifty (1921)
- Recreants Twain (1921)
- Test Tubes (1921)
- Powers of Darkness (1921)
- Webster Said Something (1921)
- As Ye Plant— (1921)
- Paid in Advance (1921)
- The Longest Side (1921)
- Drops of Death (1922)
- One Pebble (1922)
- Bennington’s Boy (1922)
- Sauce (1922)
- Twists (1922)
- Leatherbee’s Luck (1922)
- A Polite Question (1922)
- Luck (1922)
- Friendship (1922)
- Bennington, Brute (1922)
- Fern Shadows (1922)
- Fits (1922)
- Compacts of Life (1922)
- The Broken Arrow (1922)
- Troubled Waters (1923)
- Petticoats (1923)
- The Nogg-Head (1923)
- Rats (1923)
- Foam (1924)
- Rust (1924)
- Honor (1924)
- Chance (1924)
- Strong Men and Meat (1924)
- Dice of Destiny (1924)
- Feathers (1924)
- Ch’eng and Foo (1924)
- Bennington’s Bio-Beauty (1924)
- Roving (1925)
- Half a Brick (1925)
- Ice (1925)
- Sir Galahad of Gila (1925)
- The Ship That Strayed (1925)
- Verdict: “Suicide” (1925)
- Velvet (1925)
- Bennington’s Birds (1926)
- Powder (1926)
- Kangaroo (1926)
- Terror (1926)
- Elephant (1926)
- Ivory (1926)
- At Plug 47 (1926)
- Divorce (1927)
- Cork (1927)
- Johnny Moaner (1927)
- Dorymates (1928)
- Bananas (1929)
- Mamma Told Me (1930)
- Bennington the Buccaneer (1930)
- Stand by to Ram (1930)
- High Explosive (1931)
- Moriarty (1931)
- Rough Toss (1932)
- Locoed (1933)
- Pipes of Death (1933)
- The Kalanga of Death (1933)
- Pieces of the Puzzle (1934)
- Nothin’ Like Leather (1934)

Lyrik
- Underneath the Bough: A Book of Verses (1903, Digitalisat)

Sachliteratur
- International Socialism as a Political Force (1908, Digitalisat)
- Socialism and the Law. The Basis and Practice of Modern Legal Procedure and Its Relation to the Working Class (1913, Digitalisat)
- Isles of Romance (1929)